# Trinity Square (Londres)
Pour l’article homonyme, voir Trinity Square (Toronto).
Trinity Square est une rue de Londres.

## Situation et accès
Cette voie se situe sur la rive gauche de la Tamise.
Le site est desservi par les lignes de métro  Circle  District à la station Tower Hill.

## Origine du nom
Elle doit son nom à la Trinity House, devant laquelle elle a été aménagée.

## Historique
L’ensemble formé par l’ancien siège de l’Autorité portuaire, la Trinity House et l’église St-Olave constitue depuis le 23 septembre 2014 une aire protégée.

## Bâtiments remarquables et lieux de mémoire

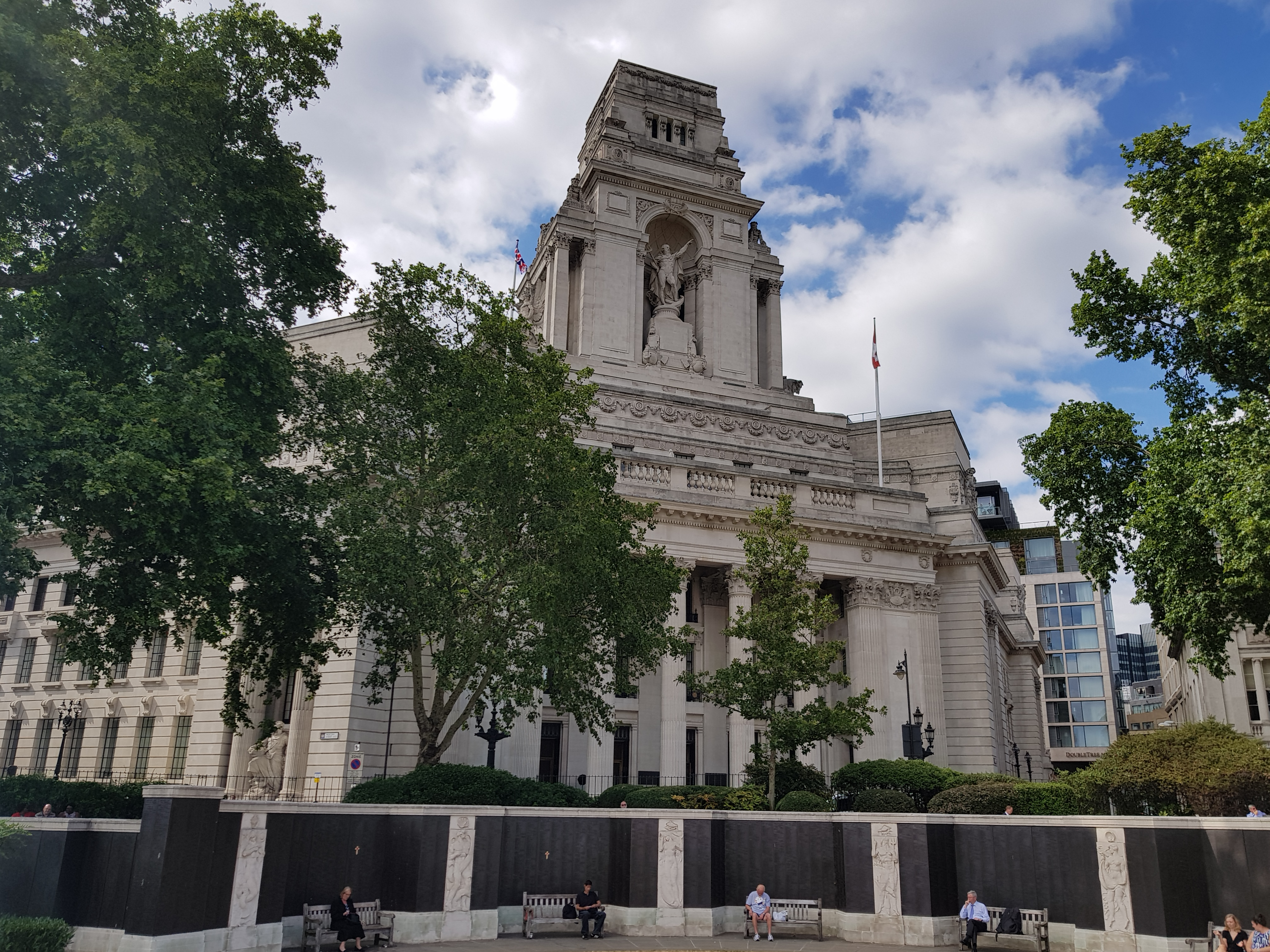
10 Trinity Square.

- 10 Trinity Square (1912[3], ancien siège de l'Autorité portuaire de Londres ; actuellement : résidence et hôtel de luxe.
- Trinity House (façade de 1792-1794), abrite le Service britannique des phares[4].